# Давид Охридски
Давид Охридски (на средногръцки: Δαβίδ ὁ ἀπὸ Ἀχριδῶν) е византийски военачалник от началото на XI век, стратег на Самос при император Василий II Българоубиец.
През 1024 г. Давид Охридски съвместно със солунския стратег Никифор Кавасила и флота от Кивиреотската тема унищожават един варяжки флот в Егейско море, предвождан от русина Хризохир, който според Йоан Скилица е роднина на покойния киевски княз Владимир I. Първоначално Хризохир и флотът му от 800 варяги се явили в Константинопол с желанието да бъдат зачислени като наемници във варяжката гвардия на Василий II, но градските власти поискали от тях да се разоръжат, за да бъдат допуснати в града. Варягите отказали и отплавали с корабите си през Пропонтида. След като достигнали Абидос, те лесно разбили силите на местния управител и опустошили крайбрежието. След това акостирали на Лемнос, където били примамени с обещания за мир. Там силите на Давид Охридски, Никифор Кавасила и Кивиреотския флот нападнали варягите и ги изклали.